# Atlético Clube de Portugal
El Atlético Clube de Portugal es un club deportivo portugués localizado en la freguesia de Alcântara, Lisboa. Fue fundado el 18 de septiembre de 1942 como club de fútbol. Además cuenta con secciones de baloncesto, fútbol femenino y fútbol sala.
La entidad nació a raíz de la fusión de dos clubes, el União Lisboa y el Carcavelinhos, y vivió su etapa dorada en los años 1940 con dos subcampeonatos de la Copa de Portugal (1946 y 1949). Se mantuvo en Primera División hasta finales de la década de 1970, y desde entonces ha reducido su actividad hasta convertirse en un club semiprofesional. A partir de la temporada 2023-24 jugará en la Terceira Liga, la tercera categoría del Fútbol en Portugal.

## Historia
El Atlético Clube de Portugal fue fundado el 18 de septiembre de 1942 mediante la fusión de dos equipos lisboetas: el União Foot-Ball Lisboa (1910) y el Carcavelinhos Football Club (1912). La nueva entidad estableció su sede en el estadio de Tapadinha, en la freguesia de Alcântara al oeste de la capital, y quedó registrada en la Asociación de Fútbol de Lisboa. Además de fútbol, la entidad contó secciones amateur de baloncesto, rugby y voleibol entre otros deportes.
En la temporada 1943-44 logró clasificarse para el campeonato de Primera División y terminó en tercer lugar. Regresó a la máxima categoría en 1945-46, ya con un sistema consolidado de ascensos y descensos. En esa época desarrolló una intensa rivalidad con sus vecinos del Belenenses e incluso disputó dos finales de la Copa de Portugal: en 1946 fueron derrotados por el Sporting de Lisboa, mientras que en 1949 cayeron ante el S. L. Benfica. Los jugadores más importantes del equipo en aquella época fueron el defensa Germano de Figueiredo (1951-1960) y el delantero Henrique Ben David, ambos internacionales con Portugal.
Después de esa etapa dorada, el club se mantuvo en la élite con altibajos hasta su descenso definitivo en la temporada 1976-77. A partir de los años 1980, el club de fútbol ha permanecido en categorías inferiores con un presupuesto muy limitado, que le llevó a cerrar muchas de las secciones deportivas que mantenía.
En la temporada 2010-11 el Atlético Clube ascendió a Segunda División. El club polideportivo mantuvo su actividad habitual, mientras la sección de fútbol tuvo que transformarse en sociedad anónima deportiva (SAD) y en 2013 quedó en manos de un grupo inversor chino, Anping Football Limited. Sin embargo, la SAD tuvo problemas para mantenerse en categoría profesional y terminó viéndose implicada en un escándalo de amaños deportivos por parte de sus socios. Al final el equipo descendió en la temporada 2015-16 y la directiva cortó toda relación ese mismo año. Después de la disolución de la SAD en 2017, el Atlético Clube ha jugado con su propio equipo en las categorías regionales.

## Estadio

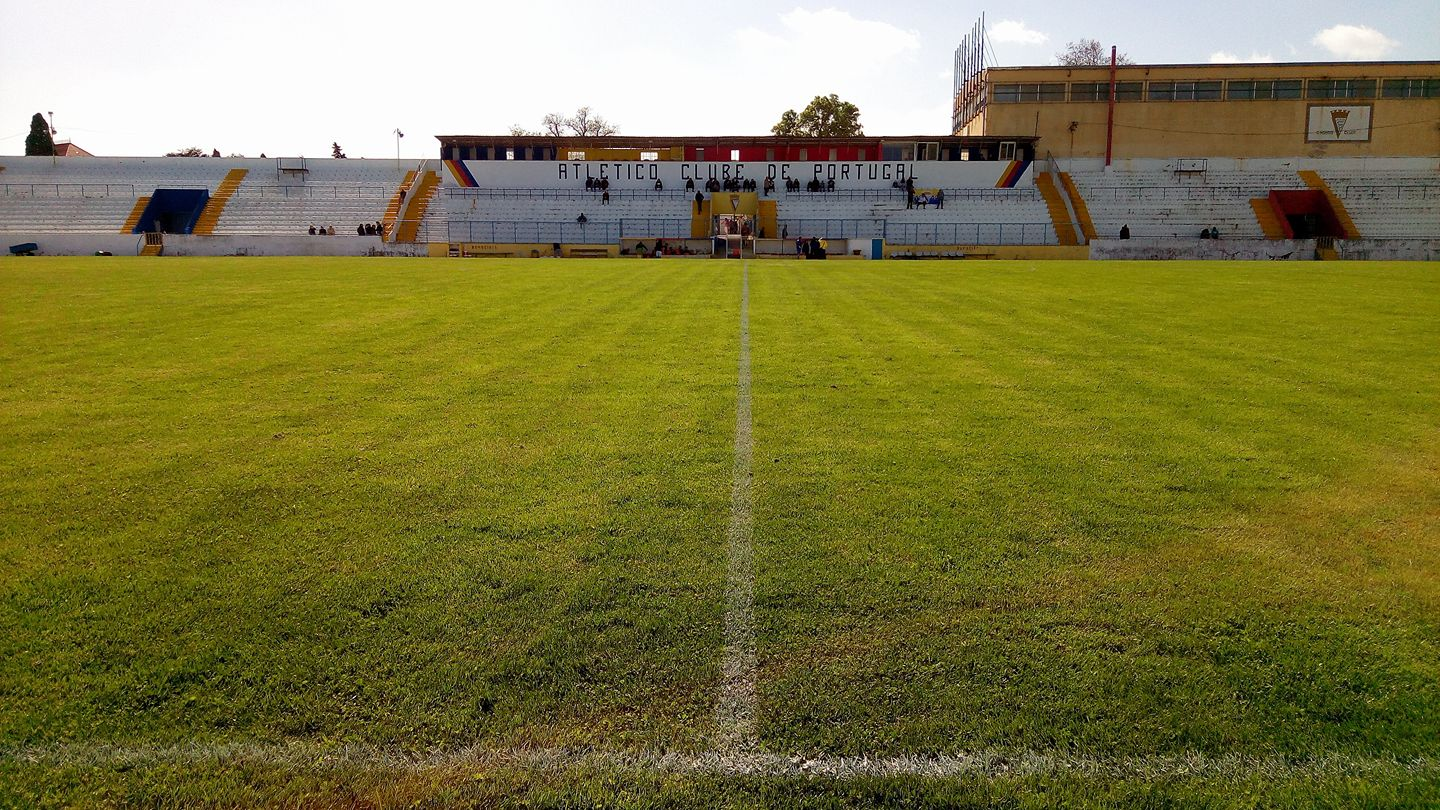
Vista frontal del Estadio de Tapadinha, en la freguesía de Alcântara.

El Atlético Clube disputa sus partidos en el estadio de Tapadinha, ubicado en la freguesia de Alcântara, con capacidad para 2500 espectadores. El campo fue inaugurado en 1926 como el hogar del Carcavelinhos, y al confirmarse la fusión terminó convirtiéndose en el hogar del nuevo club. 

## Rivalidad
En el ámbito futbolístico, Atlético mantiene una rivalidad clásica con el Clube de Futebol Os Belenenses, entidad también lisboetana, pero representante de la freguesia de Santa Maria de Belém, vecina a Alcântara. Si bien, los encuentros entre estos clubes vivieron largos períodos de desencuentros (llegando a tener un período de interrupción de 34 años, entre 1977 y 2011), a causa de los continuos cambios de categoría de ambos equipos, el sentido de pertenencia de ambos a esta rivalidad es tal, que cada partido jugado supo ser vivido con amplia intensidad por ambas aficiones. En la actualidad, el derbi atraviesa un nuevo período de interrupción, debido a la diferencia de categorías entre ambas instituciones.

## Palmarés
- Segunda División de Portugal: 3

1944–45, 1958–59, 1967–68
- Campeonato de Portugal: 1

2022-23
- Segunda División B de Portugal: 2

2003-04, 2005-06
- Primera División de Lisboa: 1

2021-22